# M'Kira
M'Kira (en berbère : Imkiren, en tifinagh: ⵉⵎⴽⵉⵔⴻⵏ; en arabe: مكيرة) est une commune de la wilaya de Tizi Ouzou en Algérie. Son chef-lieu Tighilt Bougueni est située à 5 km environ (à vol d'oiseau) au nord de Tizi Ghenif et à 50 km au sud-ouest de Tizi Ouzou.

## Géographie
La commune de M'Kira se situe au sud-ouest de la wilaya de Tizi Ouzou, à la frontière avec la wilaya de Boumerdès. La plus haute colline du chef-lieu est Leka, 617 m.
| Chabet El Ameur (Wilaya de Boumerdès) | Timezrit (Wilaya de Boumerdès) | Aït Yahia Moussa |
| Chabet El Ameur (Wilaya de Boumerdès) | M'Kira                         | Aït Yahia Moussa |
| Tizi Gheniff                          | Tizi Gheniff                   | Draa El Mizan    |

## Toponymie
M'Kira est la probable forme arabisée du nom de la tribu kabyle des Imkiren, qui ont appartenu autrefois à la confédération des Iflissen Umellil, et ont peuplé plusieurs villages de la commune (Ivahrizène, Tighilt Oukerrouche, Taka, Aït Ali…). La tribu des Imkiren englobait autrefois même le village de Tafoughalt qui est actuellement rattaché à la commune d'Aït Yahia Moussa, et ce jusqu'à la limite de l'oued Ksari au lieu-dit Tamda AliI.  
Imkiren viendrait du mot berbère imegaren (cultivateurs) ce qui n'est qu'une simple hypothèse car la région vue les terrains accidentés ,serait  plutôt à l'origine ,orientées vers l'arboriculture (olivier , figuiers, etc).  

## Histoire
La région était un point chaud durant la guerre d'Algérie,elle était surnommée la « zone interdite ». Avec près de 500 personnes mortes au combat ou victimes de la répression de l'armée française, M'kira a souffert des affres de la guerre . Parmi les militants illustres morts au combat: le colonel Ali Mellah, les frères Boufatah et les frères Agrouche.

## Conditions de vie et développement économique
Imkiren souffre d'un fort taux de chômage et d'un retard important en matière d'infrastructures et de développement économique,.
Alimentée en eau potable à partir du barrage de Koudiat Acerdoune dans la wilaya de Bouira, M'Kira bénéficie d'un quota insuffisant pour éviter les fréquentes coupures d'eau.
Par ailleurs, un important gisement de tuf se trouve sur le territoire de la commune. Son exploitation provoque des désagréments dénoncés par les habitants.

## Les villages de la commune de M'kira
La commune de M'Kira est composée de nombreux villages, : Aït Ali, Ait Amarat,  Aït Khelif, Aït Messaoud, Aït Hed Ouali, Aït Ouakli, Aït Tantast, Aït Taharount, Bouhadj, Chaouchi, El Hamman, Gaoua, Hamadache, Harchaou, Heddar, Ijahmame, Iakraf,Igdouren, Iamourène, Ibeggachène, Idouchouthene, Igdourene, Ighdavène, Iloulitène, Imaandene, Iamouène, Imlikchène, Idihathène, Ivahrizène, Ivouhamene, Izianène,Iadachène, Mahnouche, , Taka (Taka Aït Ali), Tahchat, Taka, Tala acherine, Talazizt, Tamdikt, Tamaanet, Tamridjt, Taremante, Tighilt Bougueni (Chef-lieu), Tighilt Oukerrouche, Thykhrivine, Thahdjerest, Thafargualt ,El Vor yighir.